# Liste der maltesischen Abgeordneten zum EU-Parlament (2009–2014)
Die Liste der maltesischen Abgeordneten zum EU-Parlament (2009–2014) listet alle maltesischen Mitglieder des 7. Europäischen Parlaments nach der Europawahl in Malta 2009.

## Mandatsstärke der Parteien
- S&D: 3
- EVP: 2

- S&D: 4
- EVP: 2

| Nationale Partei          | Mandate | Fraktion                                                                               |
| ------------------------- | ------- | -------------------------------------------------------------------------------------- |
| Partit Laburista (PL)     | 3 (4) a | Fraktion der Progressiven Allianz der Sozialdemokraten im Europäischen Parlament (S&D) |
| Partit Nazzjonalista (PN) | 2       | Fraktion der Europäischen Volkspartei (EVP)                                            |
| Gesamt                    | 5 (6) a |                                                                                        |

## Abgeordnete
| Bild | Name                        | geb. | Partei | Fraktion | Kommentar                                                          |
| ---- | --------------------------- | ---- | ------ | -------- | ------------------------------------------------------------------ |
|      | Claudette Abela Baldacchino | 1973 | PL     | S&D      | Am 25. April 2013 nachgerückt                                      |
|      | John Attard-Montalto        | 1953 | PL     | S&D      |                                                                    |
|      | David Casa                  | 1968 | PN     | EVP      |                                                                    |
|      | Joseph Cuschieri            | 1968 | PL     | S&D      | Am 1. Dezember 2011 bei der Erweiterung des Parlaments nachgerückt |
|      | Roberta Metsola             | 1979 | PN     | EVP      | Am 25. April 2013 nachgerückt                                      |
|      | Marlene Mizzi               | 1954 | PL     | S&D      | Am 25. April 2013 nachgerückt                                      |

## Ausgeschiedene Abgeordnete
| Bild | Name            | geb. | Partei | Fraktion | Kommentar                      |
| ---- | --------------- | ---- | ------ | -------- | ------------------------------ |
|      | Simon Busuttil  | 1969 | PN     | EVP      | Am 5. April 2013 ausgeschieden |
|      | Louis Grech     | 1947 | PL     | S&D      | Am 12. März 2013 ausgeschieden |
|      | Edward Scicluna | 1946 | PL     | S&D      | Am 12. März 2013 ausgeschieden |